# Łuszczyki (obwód brzeski)
Łuszczyki (biał. Лушчыкі; ros. Лущики) – wieś na Białorusi, w obwodzie brzeskim, w rejonie kobryńskim, w sielsowiecie Ostromecz.
W dwudziestoleciu międzywojennym wieś leżała w Polsce, w województwie poleskim, w powiecie kobryńskim.